# Lorenzo Crasso
Lorenzo Crasso, né le 10 août 1623 à Naples et mort dans la même ville le 27 avril 1691, est un écrivain italien du XVIIe siècle.

## Œuvres
- Epistole heroiche, Venise, Baba, 1655, in-12. Ce sont des épîtres dans le genre de celles d’Ovide, genre dans lequel Crasso avait été précédé en italien par Antonio Bruni. Les héros et les héroïnes qui sont censés écrire, sont les uns anciens, les autres modernes. C’est Talestris à Alexandre le Grand ; Lucrèce au Sénat romain ; Bélisaire à Justinien, et même Adam à Eve ; c’est aussi Alexandre Sévère à Héliogabale ; Platon à Aristote ; Judith à la ville de Béthulie, et Charles Stuart à Henriette-Marie de Bourbon, etc. Chaque épître est précédée d’une dédicace particulière et d’une gravure.
- Elogj d’huomini letterati, part. 1a et 2a, Venise, Combi et la Noù, 1656, 2 vol. in-4°. L’article de chacun des hommes de lettres est précédé de son portrait et suivi de quelques pièces de vers latins et italiens à sa louange, et de la liste de ses ouvrages, tant imprimés que manuscrits. Le libraire vénitien, dans sa dédicace à André Contarini, procurateur de Saint-Marc, dit que la plume de l’auteur est une aile entière du Zéphire qui fait naître de toutes les parts les couleurs du printemps ; et malheureusement l’auteur lui-même écrit quelquefois de ce style. Cependant son ouvrage, quoique plein de fautes, n’est pas sans utilité.
- Historia de’ poeti greci e di que’ che ’n greca lingua han poetato, scritta da Lorenzo Crasso barone di Pianura, Naples, 1678, in-fol. Bernard de Cristofano nous instruit, dans un Avis au lecteur, que l’auteur, en composant cet ouvrage, était tourmenté de la goutte au point qu’il avait peine à tenir sa plume. On voit aussi dans cet avis que l’auteur était riche de patrimoine, et qu’au milieu des travaux de la profession des lois, il s’était livré, dans sa célèbre bibliothèque, à la composition de cet ouvrage, pour suppléer à ce que ceux du Giraldi, de Patrizi et de Vossius, sur la même matière, avaient d’insuffisant et d’incomplet. L’ouvrage de Crasso est fort incomplet lui-même. La Monnoye, dans ses notes sur Baillet, reproche à l’auteur d’avoir entrepris les vies des poètes grecs sans savoir le grec, et il cite à ce sujet trois épigrammes, l’une grecque, l’autre latine, la troisième française, qui ne sont pas excellentes, quoiqu’elles soient sans doute de La Monnoye lui-même, qui en faisait de fort bonnes.
- Elogj di capitani illustri, Venise, 1683, in-4°, 1re partie, qui n’a point été suivie d’une seconde. L’auteur succomba sans doute à ses infirmités avant de pouvoir achever cet ouvrage.